# Du (Unix)
du (abbreviazione dalla lingua inglese di disk usage, utilizzo del disco) è un comando dei sistemi operativi Unix e Unix-like, e più in generale dei sistemi POSIX, che calcola e mostra sullo standard output il totale dello spazio nel file system occupato dai file o directory specificate (per le directory è conteggiato ricorsivamente anche lo spazio occupato dai file e dalle subdirectory che esse contengono).
È da notare che il totale può essere diverso (tipicamente inferiore) dalla somma delle dimensioni di ogni singolo file come riportato dal comando ls, in quanto ciò che viene preso in considerazione è lo spazio occupato nel file system, che nei casi di file sparsi può anche essere notevolmente inferiore alle dimensioni dichiarate.

## Sintassi
La sintassi generale di du è la seguente:
```
du [
opzioni
] [--] [
arg1
 …]
```

I parametri facoltativi arg indicano i nomi dei file e/o directory di cui calcolare lo spazio occupato. Se non ne è specificato nessuno, viene effettuato un conteggio della directory corrente.
Il doppio trattino -- (facoltativo) indica che i parametri successivi non sono da considerarsi opzioni.
Il comportamento predefinito prevede di visualizzare per ogni subdirectory incontrata durante il conteggio una linea con il subtotale dello spazio da essa occupato. L'unità di misura predefinita è in blocchi da 512 byte, tuttavia la versione GNU di du usa blocchi da un KiB a meno che non sia stata impostata la variabile d'ambiente POSIXLY_CORRECT.

## Opzioni
Tra le opzioni principali vi sono:
-aMostra una linea anche per ogni file incontrato, e non solo per ogni subdirectory.
-kIndica le dimensioni in KiB anziché in blocchi da 512 byte.
-LSe nel conteggio si incontrano dei collegamenti simbolici, prende in considerazione le dimensioni della destinazione del collegamento simbolico invece che quella del collegamento stesso.
-sNon mostra i subtotali.
-xEsclude dai conteggi i file che stanno su altri file system.

## Esempi
Mostra l'utilizzo in KiB dello spazio nel file system della directory corrente in e delle sue subdirectory:
```
$ 
du -k

0	./.directory_nascosta
12	./drafts
76	.
```

Mostra l'utilizzo in KiB dello spazio nel file system della directory corrente e delle sue subdirectory, elencando anche i singoli file:
```
$ 
du -ak

12	./edit
4	./.file_nascosto
4	./.bashrc
0	./.directory_nascosta
4	./.bash_logout
0	./editor
4	./drafts/doc1.txt
4	./drafts/doc2.txt
4	./drafts/doc3.txt
12	./drafts
4	./.bash_history
32	./edition-32
4	./.bash_profile
76	.
```

Mostra l'utilizzo in KiB dello spazio nel file system della directory corrente e delle sue subdirectory, ma visualizzando solo il totale:
```
$ 
du -sk

76	.
```

Mostra l'utilizzo in KiB dello spazio nel file system della directory drafts e del file editor:
```
$ 
du -k drafts editor

12	drafts
0	editor
```